# Мирко Криж
Мирко Криж (13. децембар 1904 — 12. мај 1982) био је југословенски фудбалер.

## Каријера
Као одбрамбени играч је наступао за загребачки ХАШК у периоду од 1923. до 1931. године. Најчешће је играо на позицији центархалфа, а по потреби је играо и у нападу. С ХАШК-ом је освојио првенство Загребачког фудбалског подсавеза 1921/22. године.
Играо је и за репрезентацију Загребачког фудбалског подсавеза с којом је освојио Куп краља Александра 1924. године.
За репрезентацију Краљевине Југославије одиграо две утакмице: 4. новембра 1925. против Италије (1:2) у Падови и 6. октобра 1929. против Румуније у Букурешту (резултат 1:2).
Преминуо је 12. маја 1982. у Загребу.

#### Наступи за репрезентацију
| #  | Датум             | Место    | Противник | Резултат | Гол | Такмичење     |
| -- | ----------------- | -------- | --------- | -------- | --- | ------------- |
| 1. | 4. новембар 1925. | Падова   | Италија   | 2:1      | 0   | Пријатељска   |
| 2. | 6. октобар 1929.  | Букурешт | Румунија  | 2:1      | 0   | Балкански куп |

## Успеси
- ХАШК
  - Првенство Загребачког фудбалског подсавеза: 1922.